# Arms
Arms ist ein Manga des japanischen Zeichners Ryōji Minagawa und des Autors Kyōichi Nanatsuki. Das Werk wurde auch als Anime-Fernsehserie umgesetzt und erhielt den Shōgakukan-Manga-Preis 1999 im Bereich Shōnen.
Die Geschichte dreht sich um den Jungen Ryō Takatsuki, der an Stelle seines Arms eine experimentelle Waffe, ein sogenanntes ARMS, besitzt und deswegen von einer geheimen Organisation gejagt wird. Das Werk lässt sich in die Genre Action, Science-Fiction und Drama einordnen.

## Handlung
Der Schüler Ryō Takatsuki lebt allein bei seiner Mutter, da sein Vater die beiden schon lange verlassen hat. Früher jedoch hat er ihm Nahkampftechniken beigebracht, sodass er seinen Mitschülern körperlich überlegen ist. Ihm steht das Mädchen Katsumi Akagi nahe, sie kennen sich seit langem.
Eines Tages wird der Junge Hayato Shingū an die Schule versetzt. Sofort beginnt er einen Kampf mit Ryou, ist diesem körperlich ebenbürtig und droht, ihn zu töten. Als er dann auch noch Katsume entführt, will auch Ryō gegen Hayato antreten. Im Kampf zeigt sich, dass Hayato statt seines Arms eine Waffe besitzt, einen sogenannten ARMS. Wie sich herausstellt, ist auch Ryou in Besitz einer solchen Waffe. Bisher glaubte er immer, sein Arm wäre durch einen Unfall verletzt. Es kommt nun heraus, dass diese ARMS experimentelle Waffen sind, die aus tausenden von Nanochips bestehen. Sie wurden vier Personen, darunter Ryō und Hayato, eingepflanzt, als diese jünger waren, und ersetzten bestimmte Gliedmaßen. Jedoch wussten beide lange nichts von ihrem Schicksal. Die Organisation Egrigori, die die ARMS schuf, sucht nun nach den vier Versuchspersonen mit eigenen, ebenso mit ARMS ausgestatteten Mitgliedern, der sogenannten Keith-Serie.
Ein solcher Agent der Egrigori taucht nun an der Schule auf und Ryō und Hayato müssen sich gemeinsam gegen ihn wehren. Bald treffen sie auch auf die anderen beiden ARMS-Besitzer, Takashi Tomoe und das Mädchen Kei Kuruma. Die vier müssen nun gegen die Organisation Egrigori kämpfen, von der sie gejagt werden.

## Konzeption
Die Reihe ist teilweise inspiriert von der Geschichte Alice im Wunderland. So sind die ARMS der vier Jugendlichen nach Charakteren aus der Geschichte benannt und haben auch teilweise deren Eigenschaften übernommen.

## Manga
Der Manga erschien von 1997 bis 2002 im Magazin Shōnen Sunday des Verlags Shōgakukan in Japan. Die Geschichte wurde später in 22 Tankōbon (Sammelbänden) zusammengefasst.
Der Manga erschien in den Vereinigten Staaten bei Viz Media, auf Französisch bei Kana und auf Italienisch bei Planet Manga. Außerdem wurde eine Übersetzung ins Koreanische veröffentlicht.
Auf Deutsch wurden die ersten fünf Bände der Reihe von August 2003 bis Oktober 2004 durch Planet Manga veröffentlicht. Die Übersetzung stammte von John Schmitt-Weigand. Die Serie wurde abgebrochen, nachdem der zweite Band von der Bundesprüfstelle für jugendgefährdende Medien auf die „Liste jugendgefährdender Medien“ gesetzt und damit indiziert worden war.

## Anime
2001 produzierte TMS Entertainment eine 26-teilige Anime-Fernsehserie namens Project Arms unter Regie von Hajime Kamegaki und Hirotoshi Takaya. Das Charakter-Design stammt von Masaki Sato und Junichi Azuma war künstlerischer Leiter. Die Serie wurde vom 7. April 2001 bis zum 29. September 2001 auf dem Sender TV Tokyo ausgestrahlt.
Noch im selben Jahr wurde eine Folgestaffel Project Arms: The 2nd Chapter mit erneut 26 Folgen produziert. Diese wurde vom 6. Oktober 2001 bis zum 30. März 2002 in Japan ausgestrahlt.
Die erste Staffel wurde auch auf Englisch und Italienisch übersetzt. Beide Staffeln wurden auf Tagalog von dem Sender ABS-CBN ausgestrahlt.

### Synchronisation
| Rolle         | japanischer Synchronsprecher (Seiyū) |
| ------------- | ------------------------------------ |
| Ryō Takatsuki | Nobutoshi Canna                      |
| Hayato Shingū | Shin’ichirō Miki                     |
| Katsume Akagi | Tomoko Miura                         |
| Takeshi Tomoe | Yūji Ueda                            |
| Kei Kuruma    | Minami Takayama                      |

### Musik
Die Musik der Serie wurde komponiert von Daisuke Ikeda. Die Vorspanntitel der ersten Staffel, FreeBird und Breathe on Me, wurden von New Cinema Tokage produziert. Als Abspannlieder verwendete man Just Wanna Be von WAG und Call my Name von Garnet Crow.
Für den Vorspann zweiten Staffel produzierte WAG Time Waits for No One, die Abspann wurden unterlegt mit Timeless Sleep von Garnet Crow und Owaranai Yume no Nakad (終わらない夢の中で) von PROJECT ARMS.

## Rezeption
Der Manga ARMS gewann 1999 den Shōgakukan-Manga-Preis in der Kategorie Manga.
Bei Splashcomics beschreibt Brigitte Schönhense den ersten Band als actiongeladen und spannend, die Charaktere seinen interessant und die Handlung habe Potential. Jedoch seien einige Handlungen unglaubwürdig und die Idee hinter der Handlung nicht neu. Die Zeichnungen hätten einen unverkennbaren Stil, der an das Vorgängerwerk Spriggan erinnere. Kämpfe würden dynamisch in Szene gesetzt und auch blutige Details präsentiert.